# Ivica Dragutinović
Ivica Dragutinović (in serbo Ивица Драгутиновић?; Prijepolje, 13 novembre 1975) è un ex calciatore serbo, di ruolo difensore.
Possiede il passaporto belga.

## Carriera

### Club
Cresciuto nel Polimlje Prijepolje, nel 1994 è stato acquistato dal Borac Čačak. Dopo due stagioni con il club serbo, nel 1996 si è trasferito in Belgio, al Gent. Nel 2000 è passato allo Standard Liegi. Dopo cinque stagioni con lo Standard Liegi, il 31 agosto 2005 è passato al Siviglia, club spagnolo. Il 25 agosto 2007, durante l'incontro di campionato casalingo contro il Getafe, il compagno di squadra Antonio Puerta venne colpito da arresto cardiaco: Dragutinović, insieme ad Andrés Palop, fu uno dei primi ad accorrere verso di lui; Puerta morirà tre giorni dopo. Ha militato nelle file dei Rojiblancos per sei stagioni, vincendo due Coppe del Re, una Supercopa de España, due Coppe UEFA e una Supercoppa UEFA. Al termine della stagione 2010-2011 ha lasciato il Siviglia.

### Nazionale
Ha debuttato con la Nazionale maggiore jugoslava il 13 dicembre 2000, nell'amichevole Jugoslavia-Grecia (1-1). Il 27 marzo 2003 ha debuttato con la neonata Nazionale di Serbia e Montenegro, disputando da titolare l'amichevole Serbia e Montenegro-Bulgaria (1-2). Il 7 ottobre 2006, invece, ha debuttato con la maglia della Nazionale della Serbia, costituitasi tale dopo l'indipendenza del Montenegro, disputando da titolare l'incontro Serbia-Belgio (1-0). Ha partecipato, con la selezione serbomontenegrina, ai Mondiali 2006.

## Statistiche

### Presenze e reti nei club
| Stagione              | Squadra               | Campionato            | Campionato | Campionato | Coppe nazionali | Coppe nazionali | Coppe nazionali | Coppe continentali | Coppe continentali | Coppe continentali | Altre coppe | Altre coppe | Altre coppe | Totale | Totale | Totale |
| Stagione              | Squadra               | Comp                  | Pres       | Reti       | Comp            | Pres            | Reti            | Comp               | Pres               | Reti               | Comp        | Pres        | Reti        | Pres   | Reti   |        |
| --------------------- | --------------------- | --------------------- | ---------- | ---------- | --------------- | --------------- | --------------- | ------------------ | ------------------ | ------------------ | ----------- | ----------- | ----------- | ------ | ------ | ------ |
| 1994-1995             | Borac Čačak           | PLSRJ                 | 13         | 0          | KJ              | ?               | ?               | -                  | -                  | -                  | -           | -           | -           | 13+    | 0+     |        |
| 1995-1996             | Borac Čačak           | PLSRJ                 | 26         | 3          | KJ              | ?               | ?               | -                  | -                  | -                  | -           | -           | -           | 26+    | 3+     |        |
| Totale Borac Čačak    | Totale Borac Čačak    | Totale Borac Čačak    | 49         | 3          |                 | ?               | ?               |                    | -                  | -                  |             | -           | -           | 49+    | 3+     |        |
| 1996-1997             | Gent                  | DI                    | 27         | 2          | CB              | 2               | 0               | -                  | -                  | -                  | -           | -           | -           | 29     | 2      |        |
| 1997-1998             | Gent                  | DI                    | 11         | 3          | CB              | 2               | 0               | -                  | -                  | -                  | -           | -           | -           | 13     | 3      |        |
| 1998-1999             | Gent                  | DI                    | 31         | 2          | CB              | 1               | 0               | -                  | -                  | -                  | CLB         | 1           | 0           | 33     | 2      |        |
| 1999-2000             | Gent                  | DI                    | 15         | 4          | CB              | 1               | 0               | -                  | -                  | -                  | CLB         | 2           | 0           | 18     | 4      |        |
| Totale Gent           | Totale Gent           | Totale Gent           | 84         | 11         |                 | 6               | 0               |                    | -                  | -                  |             | 3           | 0           | 93     | 11     |        |
| 2000-2001             | Standard Liegi        | DI                    | 25         | 3          | CB              | 1               | 0               | Intertoto          | 6                  | 0                  | -           | -           | -           | 32     | 3      |        |
| 2001-2002             | Standard Liegi        | DI                    | 24         | 0          | CB              | 0               | 0               | UEFA               | 4                  | 0                  | -           | -           | -           | 28     | 0      |        |
| 2002-2003             | Standard Liegi        | DI                    | 23         | 0          | CB              | 4               | 0               | -                  | -                  | -                  | -           | -           | -           | 27     | 0      |        |
| 2003-2004             | Standard Liegi        | DI                    | 29         | 0          | CB              | 1               | 0               | -                  | -                  | -                  | -           | -           | -           | 30     | 0      |        |
| 2004-2005             | Standard Liegi        | DI                    | 33         | 0          | CB              | 2               | 0               | UEFA               | 6                  | 0                  | -           | -           | -           | 41     | 0      |        |
| giu.-ago. 2005        | Standard Liegi        | DI                    | 3          | 0          | CB              | 0               | 0               | -                  | -                  | -                  | -           | -           | -           | 3      | 0      |        |
| Totale Standard Liegi | Totale Standard Liegi | Totale Standard Liegi | 137        | 3          |                 | 8               | 0               |                    | 16                 | 0                  |             | -           | -           | 161    | 3      |        |
| ago. 2005-2006        | Siviglia              | PD                    | 21         | 1          | CR              | 1               | 0               | UEFA               | 9                  | 0                  | -           | -           | -           | 31     | 1      |        |
| 2006-2007             | Siviglia              | PD                    | 25         | 0          | CR              | 7               | 0               | UEFA               | 9                  | 0                  | SC-UEFA     | 0           | 0           | 41     | 0      |        |
| 2007-2008             | Siviglia              | PD                    | 23         | 1          | CR              | 3               | 0               | CL                 | 10                 | 0                  | SC-UEFA+SCE | 1+2         | 0+0         | 39     | 1      |        |
| 2008-2009             | Siviglia              | PD                    | 14         | 0          | CR              | 1               | 0               | UEFA               | 2                  | 0                  | -           | -           | -           | 17     | 0      |        |
| 2009-2010             | Siviglia              | PD                    | 20         | 2          | CR              | 4               | 0               | CL                 | 4                  | 0                  | -           | -           | -           | 28     | 2      |        |
| 2010-2011             | Siviglia              | PD                    | 2          | 0          | CR              | 0               | 0               | CL+EL              | 0+0                | 0+0                | SCE         | 0           | 0           | 2      | 0      |        |
| Totale Siviglia       | Totale Siviglia       | Totale Siviglia       | 105        | 4          |                 | 16              | 0               |                    | 34                 | 0                  |             | 3           | 0           | 158    | 4      |        |
| Totale carriera       | Totale carriera       | Totale carriera       | 375        | 21         |                 | 30+             | 0+              |                    | 50                 | 0                  |             | 3           | 0           | 458+   | 21+    |        |

### Cronologia presenze e reti in Nazionale

#### RF Jugoslavia
| Cronologia completa delle presenze e delle reti in nazionale ― Jugoslavia | Cronologia completa delle presenze e delle reti in nazionale ― Jugoslavia | Cronologia completa delle presenze e delle reti in nazionale ― Jugoslavia | Cronologia completa delle presenze e delle reti in nazionale ― Jugoslavia | Cronologia completa delle presenze e delle reti in nazionale ― Jugoslavia | Cronologia completa delle presenze e delle reti in nazionale ― Jugoslavia | Cronologia completa delle presenze e delle reti in nazionale ― Jugoslavia | Cronologia completa delle presenze e delle reti in nazionale ― Jugoslavia |
| Data                                                                      | Città                                                                     | In casa                                                                   | Risultato                                                                 | Ospiti                                                                    | Competizione                                                              | Reti                                                                      | Note                                                                      |
| ------------------------------------------------------------------------- | ------------------------------------------------------------------------- | ------------------------------------------------------------------------- | ------------------------------------------------------------------------- | ------------------------------------------------------------------------- | ------------------------------------------------------------------------- | ------------------------------------------------------------------------- | ------------------------------------------------------------------------- |
| 13-12-2000                                                                | Xanthi                                                                    | Grecia                                                                    | 1 – 1                                                                     | Jugoslavia                                                                | Amichevole                                                                | -                                                                         |                                                                           |
| 8-5-2002                                                                  | East Rutherford                                                           | Ecuador                                                                   | 1 – 0                                                                     | Jugoslavia                                                                | Amichevole                                                                | -                                                                         | 88’                                                                       |
| 17-5-2002                                                                 | Mosca                                                                     | Ucraina                                                                   | 2 – 0                                                                     | Jugoslavia                                                                | Amichevole                                                                | -                                                                         | 46’                                                                       |
| 19-5-2002                                                                 | Mosca                                                                     | Russia                                                                    | 1 – 1 (5 – 6 dtr)                                                         | Jugoslavia                                                                | Amichevole                                                                | -                                                                         |                                                                           |
| 21-8-2002                                                                 | Sarajevo                                                                  | Bosnia ed Erzegovina                                                      | 0 – 2                                                                     | Jugoslavia                                                                | Amichevole                                                                | -                                                                         | 72’                                                                       |
| 6-9-2002                                                                  | Praga                                                                     | Rep. Ceca                                                                 | 5 – 0                                                                     | Jugoslavia                                                                | Amichevole                                                                | -                                                                         | 46’                                                                       |
| 12-10-2002                                                                | Napoli                                                                    | Italia                                                                    | 1 – 1                                                                     | Jugoslavia                                                                | Qual. Euro 2004                                                           | -                                                                         |                                                                           |
| 16-10-2002                                                                | Belgrado                                                                  | Jugoslavia                                                                | 2 – 0                                                                     | Finlandia                                                                 | Qual. Euro 2004                                                           | -                                                                         |                                                                           |
| 20-11-2002                                                                | Saint-Denis                                                               | Francia                                                                   | 3 – 0                                                                     | Jugoslavia                                                                | Amichevole                                                                | -                                                                         |                                                                           |
| Totale                                                                    |                                                                           | Presenze                                                                  | 9                                                                         |                                                                           | Reti                                                                      | 0                                                                         |                                                                           |

#### Serbia e Montenegro
| Cronologia completa delle presenze e delle reti in nazionale ― Serbia e Montenegro | Cronologia completa delle presenze e delle reti in nazionale ― Serbia e Montenegro | Cronologia completa delle presenze e delle reti in nazionale ― Serbia e Montenegro | Cronologia completa delle presenze e delle reti in nazionale ― Serbia e Montenegro | Cronologia completa delle presenze e delle reti in nazionale ― Serbia e Montenegro | Cronologia completa delle presenze e delle reti in nazionale ― Serbia e Montenegro | Cronologia completa delle presenze e delle reti in nazionale ― Serbia e Montenegro | Cronologia completa delle presenze e delle reti in nazionale ― Serbia e Montenegro |
| Data                                                                               | Città                                                                              | In casa                                                                            | Risultato                                                                          | Ospiti                                                                             | Competizione                                                                       | Reti                                                                               | Note                                                                               |
| ---------------------------------------------------------------------------------- | ---------------------------------------------------------------------------------- | ---------------------------------------------------------------------------------- | ---------------------------------------------------------------------------------- | ---------------------------------------------------------------------------------- | ---------------------------------------------------------------------------------- | ---------------------------------------------------------------------------------- | ---------------------------------------------------------------------------------- |
| 27-3-2003                                                                          | Kruševac                                                                           | Serbia e Montenegro                                                                | 1 – 2                                                                              | Bulgaria                                                                           | Amichevole                                                                         | -                                                                                  |                                                                                    |
| 20-8-2003                                                                          | Belgrado                                                                           | Serbia e Montenegro                                                                | 1 – 0                                                                              | Galles                                                                             | Qual. Euro 2004                                                                    | -                                                                                  |                                                                                    |
| 10-9-2003                                                                          | Belgrado                                                                           | Serbia e Montenegro                                                                | 1 – 1                                                                              | Italia                                                                             | Qual. Euro 2004                                                                    | -                                                                                  | 70’                                                                                |
| 31-3-2004                                                                          | Belgrado                                                                           | Serbia e Montenegro                                                                | 0 – 1                                                                              | Norvegia                                                                           | Amichevole                                                                         | -                                                                                  | 46’                                                                                |
| 28-4-2004                                                                          | Belfast                                                                            | Irlanda del Nord                                                                   | 1 – 1                                                                              | Serbia e Montenegro                                                                | Amichevole                                                                         | -                                                                                  | 46’                                                                                |
| 18-8-2004                                                                          | Lubiana                                                                            | Slovenia                                                                           | 1 – 1                                                                              | Serbia e Montenegro                                                                | Amichevole                                                                         | -                                                                                  | 82’                                                                                |
| 4-9-2004                                                                           | Serravalle                                                                         | San Marino                                                                         | 0 – 3                                                                              | Serbia e Montenegro                                                                | Qual. Mondiali 2006                                                                | -                                                                                  |                                                                                    |
| 9-10-2004                                                                          | Sarajevo                                                                           | Bosnia ed Erzegovina                                                               | 0 – 0                                                                              | Serbia e Montenegro                                                                | Qual. Mondiali 2006                                                                | -                                                                                  |                                                                                    |
| 13-10-2004                                                                         | Belgrado                                                                           | Serbia e Montenegro                                                                | 5 – 0                                                                              | San Marino                                                                         | Qual. Mondiali 2006                                                                | -                                                                                  | 61’                                                                                |
| 17-11-2004                                                                         | Bruxelles                                                                          | Belgio                                                                             | 0 – 2                                                                              | Serbia e Montenegro                                                                | Qual. Mondiali 2006                                                                | -                                                                                  |                                                                                    |
| 9-2-2005                                                                           | Sofia                                                                              | Bulgaria                                                                           | 0 – 0                                                                              | Serbia e Montenegro                                                                | Amichevole                                                                         | -                                                                                  |                                                                                    |
| 30-3-2005                                                                          | Belgrado                                                                           | Serbia e Montenegro                                                                | 0 – 0                                                                              | Spagna                                                                             | Qual. Mondiali 2006                                                                | -                                                                                  |                                                                                    |
| 4-6-2005                                                                           | Belgrado                                                                           | Serbia e Montenegro                                                                | 0 – 0                                                                              | Belgio                                                                             | Qual. Mondiali 2006                                                                | -                                                                                  |                                                                                    |
| 17-8-2005                                                                          | Kiev                                                                               | Ucraina                                                                            | 2 – 1                                                                              | Serbia e Montenegro                                                                | Amichevole                                                                         | -                                                                                  | 75’                                                                                |
| 3-9-2005                                                                           | Belgrado                                                                           | Serbia e Montenegro                                                                | 2 – 0                                                                              | Lituania                                                                           | Qual. Mondiali 2006                                                                | -                                                                                  |                                                                                    |
| 7-9-2005                                                                           | Madrid                                                                             | Spagna                                                                             | 1 – 1                                                                              | Serbia e Montenegro                                                                | Qual. Mondiali 2006                                                                | -                                                                                  |                                                                                    |
| 1-3-2006                                                                           | Tunisi                                                                             | Tunisia                                                                            | 0 – 1                                                                              | Serbia e Montenegro                                                                | Amichevole                                                                         | -                                                                                  |                                                                                    |
| 27-5-2006                                                                          | Belgrado                                                                           | Serbia e Montenegro                                                                | 1 – 1                                                                              | Uruguay                                                                            | Amichevole                                                                         | -                                                                                  |                                                                                    |
| 11-6-2006                                                                          | Lipsia                                                                             | Serbia e Montenegro                                                                | 0 – 1                                                                              | Paesi Bassi                                                                        | Mondiali 2006 - 1º turno                                                           | -                                                                                  | 81’                                                                                |
| Totale                                                                             |                                                                                    | Presenze                                                                           | 19                                                                                 |                                                                                    | Reti                                                                               | 0                                                                                  |                                                                                    |

#### Serbia
| Cronologia completa delle presenze e delle reti in nazionale ― Serbia | Cronologia completa delle presenze e delle reti in nazionale ― Serbia | Cronologia completa delle presenze e delle reti in nazionale ― Serbia | Cronologia completa delle presenze e delle reti in nazionale ― Serbia | Cronologia completa delle presenze e delle reti in nazionale ― Serbia | Cronologia completa delle presenze e delle reti in nazionale ― Serbia | Cronologia completa delle presenze e delle reti in nazionale ― Serbia | Cronologia completa delle presenze e delle reti in nazionale ― Serbia |
| Data                                                                  | Città                                                                 | In casa                                                               | Risultato                                                             | Ospiti                                                                | Competizione                                                          | Reti                                                                  | Note                                                                  |
| --------------------------------------------------------------------- | --------------------------------------------------------------------- | --------------------------------------------------------------------- | --------------------------------------------------------------------- | --------------------------------------------------------------------- | --------------------------------------------------------------------- | --------------------------------------------------------------------- | --------------------------------------------------------------------- |
| 7-10-2006                                                             | Belgrado                                                              | Serbia                                                                | 1 – 0                                                                 | Belgio                                                                | Qual. Euro 2008                                                       | -                                                                     |                                                                       |
| 11-10-2006                                                            | Belgrado                                                              | Serbia                                                                | 3 – 0                                                                 | Armenia                                                               | Qual. Euro 2008                                                       | -                                                                     |                                                                       |
| 15-11-2006                                                            | Belgrado                                                              | Serbia                                                                | 1 – 1                                                                 | Norvegia                                                              | Amichevole                                                            | -                                                                     | 46’                                                                   |
| 28-3-2007                                                             | Belgrado                                                              | Serbia                                                                | 1 – 1                                                                 | Portogallo                                                            | Qual. Euro 2008                                                       | -                                                                     | 62’                                                                   |
| 2-6-2007                                                              | Helsinki                                                              | Finlandia                                                             | 0 – 2                                                                 | Serbia                                                                | Qual. Euro 2008                                                       | -                                                                     |                                                                       |
| 22-8-2007                                                             | Bruxelles                                                             | Belgio                                                                | 3 – 2                                                                 | Serbia                                                                | Qual. Euro 2008                                                       | -                                                                     |                                                                       |
| 8-9-2007                                                              | Belgrado                                                              | Serbia                                                                | 0 – 0                                                                 | Finlandia                                                             | Qual. Euro 2008                                                       | -                                                                     |                                                                       |
| 12-9-2007                                                             | Lisbona                                                               | Portogallo                                                            | 1 – 1                                                                 | Serbia                                                                | Qual. Euro 2008                                                       | -                                                                     | 51’, 90+2’                                                            |
| 21-11-2007                                                            | Belgrado                                                              | Serbia                                                                | 2 – 2                                                                 | Polonia                                                               | Qual. Euro 2008                                                       | -                                                                     |                                                                       |
| 6-2-2008                                                              | Skopje                                                                | Macedonia                                                             | 1 – 1                                                                 | Serbia                                                                | Amichevole                                                            | -                                                                     | 67’                                                                   |
| 24-5-2008                                                             | Dublino                                                               | Irlanda                                                               | 1 – 1                                                                 | Serbia                                                                | Amichevole                                                            | -                                                                     | cap. 90’                                                              |
| 31-5-2008                                                             | Gelsenkirchen                                                         | Germania                                                              | 2 – 1                                                                 | Serbia                                                                | Amichevole                                                            | -                                                                     |                                                                       |
| 6-9-2008                                                              | Belgrado                                                              | Serbia                                                                | 2 – 0                                                                 | Fær Øer                                                               | Qual. Mondiali 2010                                                   | -                                                                     |                                                                       |
| 11-10-2008                                                            | Belgrado                                                              | Serbia                                                                | 3 – 0                                                                 | Lituania                                                              | Qual. Mondiali 2010                                                   | -                                                                     | 25’                                                                   |
| 10-2-2009                                                             | Larnaca                                                               | Cipro                                                                 | 0 – 2                                                                 | Serbia                                                                | Amichevole                                                            | -                                                                     | 67’                                                                   |
| 11-2-2009                                                             | Nicosia                                                               | Serbia                                                                | 0 – 1                                                                 | Ucraina                                                               | Amichevole                                                            | -                                                                     |                                                                       |
| 28-3-2009                                                             | Costanza                                                              | Romania                                                               | 2 – 3                                                                 | Serbia                                                                | Qual. Mondiali 2010                                                   | -                                                                     |                                                                       |
| 6-6-2009                                                              | Belgrado                                                              | Serbia                                                                | 1 – 0                                                                 | Austria                                                               | Qual. Mondiali 2010                                                   | -                                                                     |                                                                       |
| 10-10-2009                                                            | Belgrado                                                              | Serbia                                                                | 5 – 0                                                                 | Romania                                                               | Qual. Mondiali 2010                                                   | -                                                                     | 46’                                                                   |
| 14-10-2009                                                            | Marijampolė                                                           | Lituania                                                              | 2 – 1                                                                 | Serbia                                                                | Qual. Mondiali 2010                                                   | -                                                                     | Cap. 67’                                                              |
| 3-3-2010                                                              | Algeri                                                                | Algeria                                                               | 0 – 3                                                                 | Serbia                                                                | Amichevole                                                            | -                                                                     | 46’                                                                   |
| Totale                                                                |                                                                       | Presenze                                                              | 21                                                                    |                                                                       | Reti                                                                  | 0                                                                     |                                                                       |

## Palmarès

### Club

#### Competizioni nazionali
- Coppa di Spagna: 2

Siviglia: 2006-2007, 2009-2010
- Supercoppa di Spagna: 1

Siviglia: 2007

#### Competizioni internazionali
- Coppa UEFA: 2

Siviglia: 2005-2006, 2006-2007
- Supercoppa UEFA: 1

Siviglia: 2006